# 中国天主教佘山修院
中国天主教佘山修院，位于上海市松江区佘山西南麓，是华东地区六省一市天主教会共同开办的大修院。

## 简介
1982年，中国天主教佘山修院由上海市、江苏省、浙江省、安徽省天主教会联办。1983年，山东省、江西省、福建省天主教会参与联办。修院最初设立于佘山中山堂旁边的附属房。1986年，佘山西南麓的新院舍竣工。1990年起，在江苏省、江西省、上海市泰来桥各设立中国天主教佘山修院分院（其中江苏分院于1989年9月在苏州杨家桥天主堂创办，院长马龙麟主教，副院长钱俊元神父，教务主任桑宝华）。21世纪初，只在上海市泰来桥设立中国天主教佘山修院泰来桥分院。修生在分院学习3年后，再到佘山修院本部学习6年（哲学2年，神学4年）。中国天主教佘山修院实行董事会制。
21世纪初，中国天主教佘山修院为上海市民族和宗教事务局监督管理的差额拨款事业单位。

## 设施

### 图书馆
1986年，修院新院舍落成，修院图书馆随即成立。1988年3月，金鲁贤主教将图书馆命名为“爱德图书馆”。2007年12月，爱德图书馆新楼落成启用。
爱德图书馆大部分外文图书是由美国人马爱德神父（Edward Malatesta,SJ）从美国各地搜集并捐赠给修院的。1986年起，他连续多年利用假期帮爱德图书馆整理这些图书。

## 出版

### 院刊
院刊《葡萄园》，1986年创刊，是修生用课余时间自发组织的，为修生提供写作平台。

### 译著
- 《新耶路撒冷圣经》汉语译本

## 历任领导
中国天主教佘山修院董事长
1. 张家树 主教（1982年—1988年）
2. 金鲁贤 主教（1988年—2005年）[5][6]
3. 邢文之 主教（2005年—2011年）

（空缺期，2011年—）
中国天主教佘山修院院长
1. 金鲁贤 主教（1982年—1998年）
2. 邢文之 主教（1998年—2003年）[6]
3. 方祖耀 神父（2003年—2009年，代理）[5]
4. 邢文之 主教（2009年—2011年）[7]
5. 兰晓鹏 神父（2011年—，代理）[1]